# Михайлов, Владимир Африканович
Влади́мир Африка́нович Миха́йлов (род. 8 октября 1953, село Марба, Сунтарский улус) — дояр сельскохозяйственного потребительского животноводческого кооператива «Крестях» (якут. «Кириэстээх»), Республика Саха (Якутия); полный кавалер ордена Трудовой Славы. Герой Труда Российской Федерации (2022).

## Биография
Владимир Африканович родился 8 октября 1953 года в селе Марба ныне Бордонского наслега Сунтарского улуса Республики Саха (Якутия).
После окончания Бордонской средней школы поступил на работу в совхоз «Бордонский» дояром.
С 1979 года — старший дояр на молочно-товарной ферме «Маяк».
По итогам IX (1971—1975), X (1976—1980) и XI (1981—1985) пятилеток Владимир Африканович достиг высоких показателей по надою молока в районе и республике, добился от одной фуражной коровы надоя молока в 4250 кг.
Указами Президиума Верховного Совета СССР в 1976, 1983 и 1990 годах за стабильно высокие производственные показатели по надою молока и многолетний плодотворный труд был награждён орденом Трудовой Славы трёх степеней.
С 2000 года — дояр в сельскохозяйственном производственном кооперативе «Крестях» (якут. «Кириэстээх»).
Владимир Африканович 43-й год добросовестно трудится в отрасли сельского хозяйства, передовик производства, наставник молодых дояров.
В 2013 году за большой вклад в развитие агропромышленного комплекса, достигнутые трудовые успехи и многолетнюю добросовестную работу Указом Президента Российской Федерации награждён орденом Почёта.
Живёт в Сунтарском улусе.

## Награды
- Герой Труда Российской Федерации (29 апреля 2022) — за особые трудовые заслуги перед государством и народом[3].
- Орден Почёта (13 сентября 2013) — за большой вклад в развитие агропромышленного комплекса, достигнутые трудовые успехи и многолетнюю добросовестную работу[4]
- Орден Трудовой Славы I, II и III степеней (1990, 1983, 1976)
- Заслуженный работник народного хозяйства Республики Саха (Якутия)
- Орден «Полярная звезда» Республики Саха (Якутия) (2011)[5]
- Лауреат премии Ленинского комсомола Якутии